# 阳嘉
阳嘉（132年三月—135年）是东汉皇帝汉顺帝刘保的第二个年号。汉朝使用这个年号时间共计4年。

## 纪年
| 阳嘉 | 元年  | 二年  | 三年  | 四年  |
| ---- | ----- | ----- | ----- | ----- |
| 公元 | 132年 | 133年 | 134年 | 135年 |
| 干支 | 壬申  | 癸酉  | 甲戌  | 乙亥  |

## 大事记
- 阳嘉元年——張衡造候風地動儀。

## 出生
- 陶謙

## 参看
- 中国年号列表

| 前一年號： 永建 | 中国年号 | 下一年號： 永和 |